# Caddo Mills
Caddo Mills város az USA Texas államában, Hunt megyében. Lakosainak száma 1495 fő (2020. április 1.).

## Népesség
A település népességének változása:

| 2010 | 1 338 |
| 2020 | 1 495 |